# Velšský králík
Velšský králík (anglicky Welsh rabbit nebo častěji Welsh rarebit) je národní jídlo Walesu. Je to toast namazaný sýrovou pomazánkou a zapečený v troubě.

## Recept
Strouhaný sýr (v originálním receptu čedar) se smíchá s pivem, hořčicí a vorčestrem a za stálého míchání se zahřívá, až je hmota stejnorodá. V některých receptech se přidává také žloutek, smetana nebo tabasco. Směsí se potřou krajíce bílého chleba a dají se na pár minut do trouby nebo na gril, až se vytvoří kůrka. Podává se horké k pivu nebo vínu, se zeleninovou oblohou rajčata nebo volským okem.

## Historie
Recept pochází z 18. století. Název pochází podle toho, že v Anglii byl nejlevnějším masem králík, ale Velšané byli tak chudí, že si ani to nemohli dovolit, tak jedli chleba se sýrem. Protože ale vznikala četná nedorozumění kvůli tomu, že jídlo nazvané „králík“ neobsahuje vůbec králičí maso, časem se původní rabbit zkomolilo na rarebit (zhruba vzácný kousek).

## Zajímavost
3. září se ve Walesu slaví Den velšského králíka.